# راسل بی. لانگ
راسل بی. لانگ (به انگلیسی: Russell B. Long) سناتور سابق عضو حزب دموکرات ایالات متحده آمریکا بود. وی در سال ۱۹۴۸ تا ۱۹۸۷ میلادی سناتور ایالت لوئیزیانا در سنای ایالات متحده آمریکا بود.